# Åke Oliver
Frans Åke Oliver, egentligen Elisson, född 11 oktober 1920 i Tölö, Hallands län, död  20 februari 1990 i Varberg, var en svensk målare.
Han var son till möbelsnickaren Elis Johansson och Vanja Johansson och från 1946 gift med Mary Linnea Andersson (1924–1998). Oliver utbildade sig till bagare och var verksam som sådan tills han drabbades av multipelskleros som gjorde honom oförmögen att fortsätta med sitt yrke. Från 1954 genomgick han ett par korrespondenskurser i teckning och målning innan han studerade för Tore Ahnoff vid Mölndals målarskola 1946–1947. Tillsammans med Lars Bribo ställde han ut i Varberg 1951 och separat ställde han ut i bland annat Falkenberg. Hans konst består av ett flertal motivtyper utförda i olja, pastell eller vaxkrita. Makarna Elisson är begravda på S:t Jörgens kyrkogård i Varberg. 